# Acrapex brunneosa
Acrapex brunneosa är en fjärilsart som beskrevs av George Thomas Bethune-Baker 1911. Acrapex brunneosa ingår i släktet Acrapex och familjen nattflyn. Inga underarter finns listade i Catalogue of Life.